# نبع الحمراء

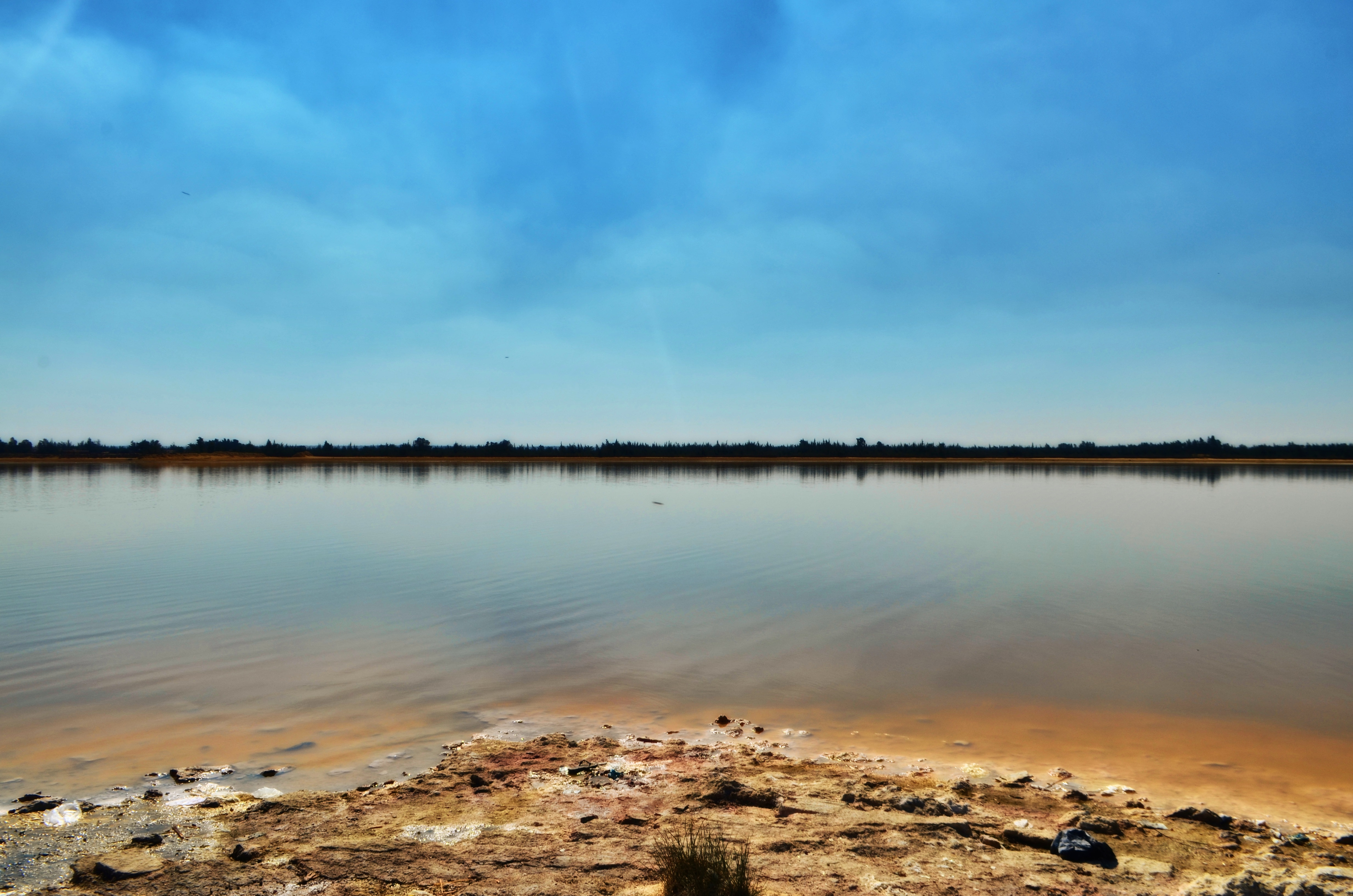
بحيرة نبع الحمراء.

نبع الحمراء بحيرة تقع في قرية الحمراء بمركز وادي النطرون تستقطب الزائرين من أجل السياحة العلاجية. بحيرة مساحتها كبيرة نسبيًا، تتميز بملوحتها العالية وخصائصها العلاجية تحديدًا للأمراض الجلدية.

## استثمار المنطقة سياحيًا
كانت هناك بالفعل محاولة لوضع هذا المكان على خريطة مصر السياحية قامت بها منذ نحو 8 سنوات جميعة المحافظة على التراث المصري، وقدم مشروعها لمحافظ البحيرة، الا انه لم يتحمس للفكرة بحجة ان جمعية نبع الحمراء للاستثمار السياحى والعقاري التي من المفترض أن ترعى المشروع كانت تحت التاسيس في ذلك الوقت. المنطقة تضم أربعة أديرة هي دير السريان والانبا بيشوى والبراموس وأبو مقار، كما تضم آثارا وكنائس من القرن السابع الميلادي وكان مشروع الجمعية يهدف إلى ربط منطقة الأديرة بمنطقة نبع الحمراء وتحويل المكان إلى مزار سياحى عالمي، بالإضافة إلى ربط المنطقة السياحية بمنطقة صناعات بيئية وحرف يدوية مستمدة من تراث المنطقة، وبالطبع كان وضع المكان على الخريطة السياحية سيسهم في حمايته وصيانته وهو المصنف وفقا لمنظمة اليونسكو ضمن التراث الانسانى العالمي، أما نبع الحمراء فهى محمية طبيعية وفقا لتصنيف وزارة البيئة. كان من المفترض أن تقوم الجمعية بعمل الدراسات الميدانية، ووضع التصميمات والتوصيات اللازمة لإتمام المشروع، والمساهمة في تمويل التنفيذ، ومتابعته حتى لحظة الافتتاح. إلا أن حدثت مشاكل عرقلت اتمام المشروع فلم يكتمل حتى الآن.